# Taenaris albicans
Taenaris albicans är en fjärilsart som beskrevs av Hagen 1897. Taenaris albicans ingår i släktet Taenaris och familjen praktfjärilar. Inga underarter finns listade i Catalogue of Life.